# 231 PLM 6001
La 231 PLM 6001  est le prototype d'une locomotives compound de type Pacific utilisée pour la traction des trains de voyageurs de la Compagnie des chemins de fer de Paris à Lyon et à la Méditerranée. En 1925, elle est immatriculée 231 C 1.
Elle forme avec les séries qui en découlent la famille des Pacific PLM

## Histoire
Pour augmenter le tonnage et la vitesse des trains de voyageurs rapides sur l’artère impériale (la Ligne de Paris-Lyon à Marseille-Saint-Charles), la Compagnie des chemins de fer de Paris à Lyon et à la Méditerranée entama la mise au point de deux prototypes qui tenaient compte des derniers progrès en matière de construction de locomotives.
Deux prototypes furent construits et donneront naissance à 462 locomotives de type Pacific construites en plusieurs séries pour le PLM.
- une locomotive compound à vapeur saturée, qui employait la conception classique des locomotives de ligne françaises de l’époque et avait un timbre de 16 atmosphères.
- une locomotive à simple expansion avec quatre cylindres en batterie, un timbre assez bas (12 atmosphères)[3] et un surchauffeur Schmidt entre les tubes, elle reprenait une conception essayée avec succès sur la Type 10 belge ou la S 10 prussienne.

La locomotive compound, numérotée 6001, fut réalisée par les ateliers de Paris en 1909.

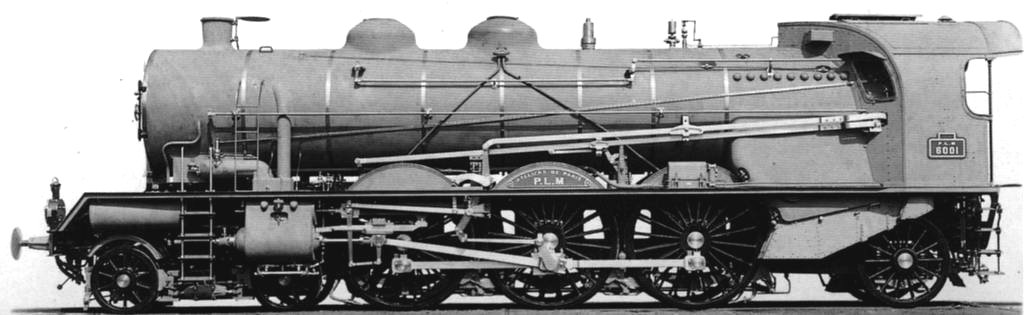
La photo officielle.

Des essais comparés montrèrent une supériorité de la locomotive à simple expansion et surchauffe, qui consommait moins de charbon que la 6001 et pouvait en outre faire valoir un entretien et une conduite plus simples que cette dernière.
En conséquence, 90 locomotives dérivés de ce prototype furent commandées en deux séries (les 231 PLM 6102 à 6171 et les 231 PLM 6172 à 6191, futures 231 B).
Cependant, partant du principe que les locomotives compound consomment moins de charbon que celles à simple expansion et que le surchauffeur, qui avait fait ses preuves sur les Pacific à simple expansion, permettait également des économies substantielles, les ingénieurs du PLM décidèrent de mettre au point une nouvelle série de locomotives. Ces locomotives, dérivées du prototype 6001 mais munies du même surchauffeur, seront construites à partir de 1912 et formeront la série des 231 PLM 6011 à 6030 et 6221 à 6285.
Dans la foulée, le prototype 6001 fut à son tour doté de la surchauffe et sera exposé à l'Exposition universelle de Gand en 1913.
Ces locomotives, compound et équipées de la surchauffe, se révélèrent à l’usage plus performantes et plus économes en carburant. Les 231 B, à simple expansion, seront transformées en machines compound et renumérotées dans la série des 231 E.
Quant à la 6001, en 1925, elle fut renumérotée 231 C 1 et sera modernisée avec un surchauffeur amélioré en 1931. Elle était toujours en service lors de la création de la SNCF.